# 卡洛斯·斯利姆
卡洛斯·斯利姆·埃盧（西班牙語：Carlos Slim Helú，阿拉伯语：‎，1940年1月28日—），經常被稱為卡洛斯·斯利姆（Carlos Slim），黎巴嫩裔墨西哥商人，出生於墨西哥城。他的家庭是来自黎巴嫩的马龙派基督徒移民家庭。
他是墨西哥电信的最大股东，亦是墨西哥美洲电信的首席執行官，并持有墨西哥卡尔索集团，商業网络遍及世界各地。
他在2011年成為全世界最富有的人。在雜誌2006年富人排名中名列第3位，2008年3月《富比士》調查時身價已暴漲為600億美元，超過微軟創辦人比爾·蓋茨，成為全球第二富。2010年億萬富翁列表上，斯利姆以535億美元資產壓倒蓋茨及「股神」巴菲特，首次登顶全球首富。2011年，斯利姆及其家族凭借740亿美元资产以绝对优势蝉联富比士全球富豪榜首位卡洛斯·斯利姆·埃盧及其家族在福布斯2019年億萬富翁排行榜中名列第5位，資產達到640億美元。2020年4月，《富比士》公佈的全球富豪榜，卡洛斯·斯利姆·埃盧及其家族以淨資產509億美元，排名第13名。

## 早年
卡洛斯·斯利姆·埃盧的父親教他基本商業，他在12歲購買墨西哥銀行的股份。接著在墨西哥國立自治大學做工程研究，同時教代數和線性規劃。
- 1965年，他收購了Inversora Bursátil和Jarritos del Sur。他的早期職業生涯主要投注于建築、房地產和採礦企業。
- 1966年，他當時身价为4000萬美元，此时他成立Inmobiliaria Carso基金會。三個月後，他和蘇馬婭（Soumaya Domit Gemayel）結婚直至她1999年患肾病去世，而後卡洛斯没有再娶。
- 1972年，他成立了另外七個在這些類別或收購企業，其中一出租建築設備。
- 1976年，他分公司購買了印刷企業的60％。
- 1980年，他將工業、建築業、礦業、零售、食品和煙草等業務合併，重组为Grupo Galas公司。
- 1982年，墨西哥經濟依賴於石油出口，承包迅速，石油價格下跌和全球利率上升。比索貶值，在這個時候，到1985年期間恢复期间，他購入大量黃金、墨西哥的商業業務和無數墨西哥酒店零售業務。

## 近年狀況
2008年9月，卡洛斯·斯利姆以1.18億美元買下《紐約時報》6.4％的股權，於2009年再次投資2.5億美元的無擔保債券貸款予《紐約時報》，助其度過經濟難關。他因此獲得《紐約時報》約1,600萬股可分拆認股權證。如果他行使持有的認股權證，將會獲得公司17%的股份，將成為公司最大單一股東，亦是繼奧克斯·蘇茲貝格家族後的第二大股東。